# ساندور ماراي
ساندور ماراي (بالمجرية: Márai Sándor)‏ (و. 1900 – 1989 م) هو صحفي، ومترجم، وروائي، وكاتب، وشاعر، وكاتب سيناريو من المجر . ولد في كوشيتسه .
وهو عضو في الأكاديمية الهنغارية للعلوم .
توفي في سان دييغو، كاليفورنيا .

## معرض صور

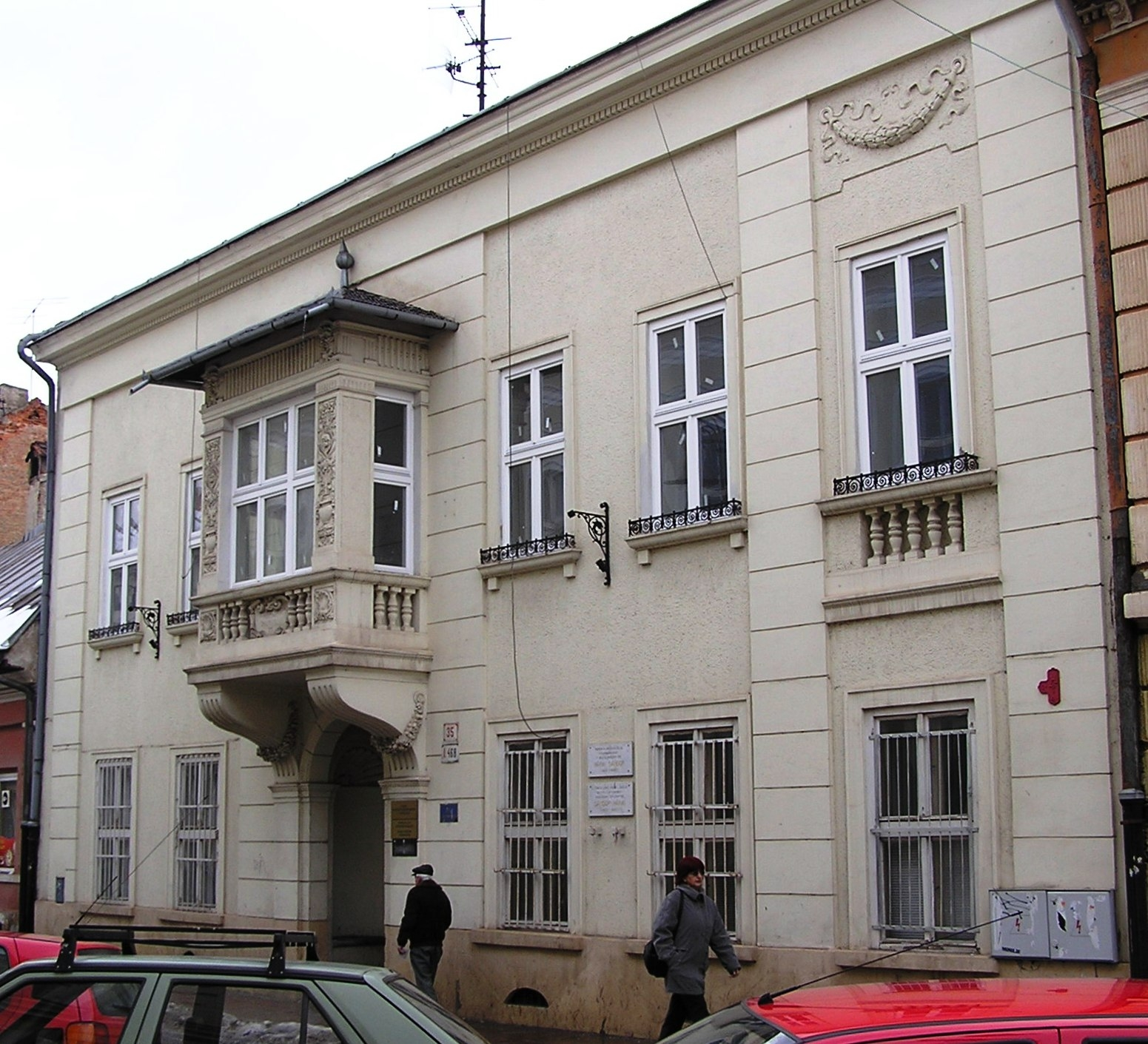
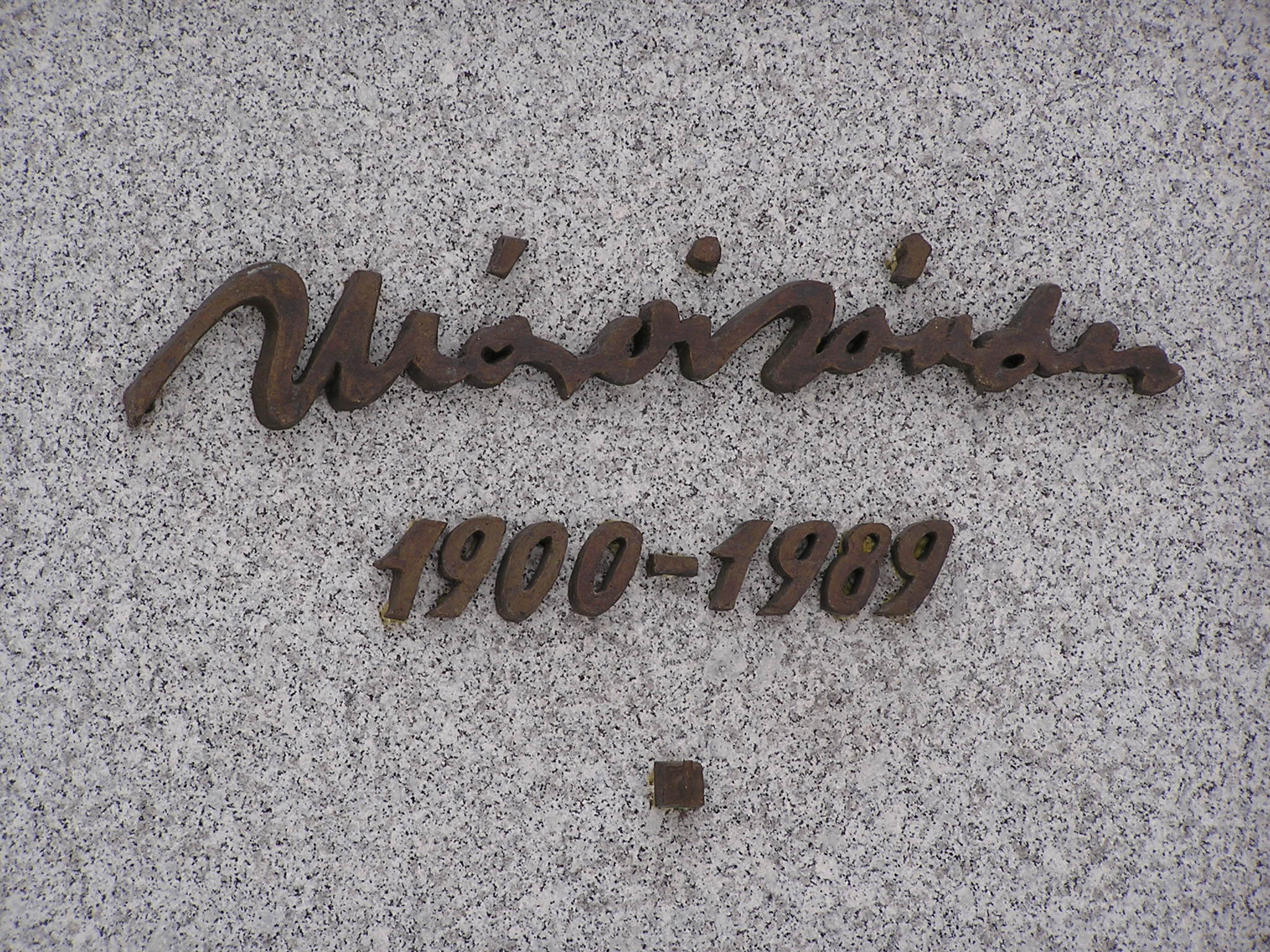
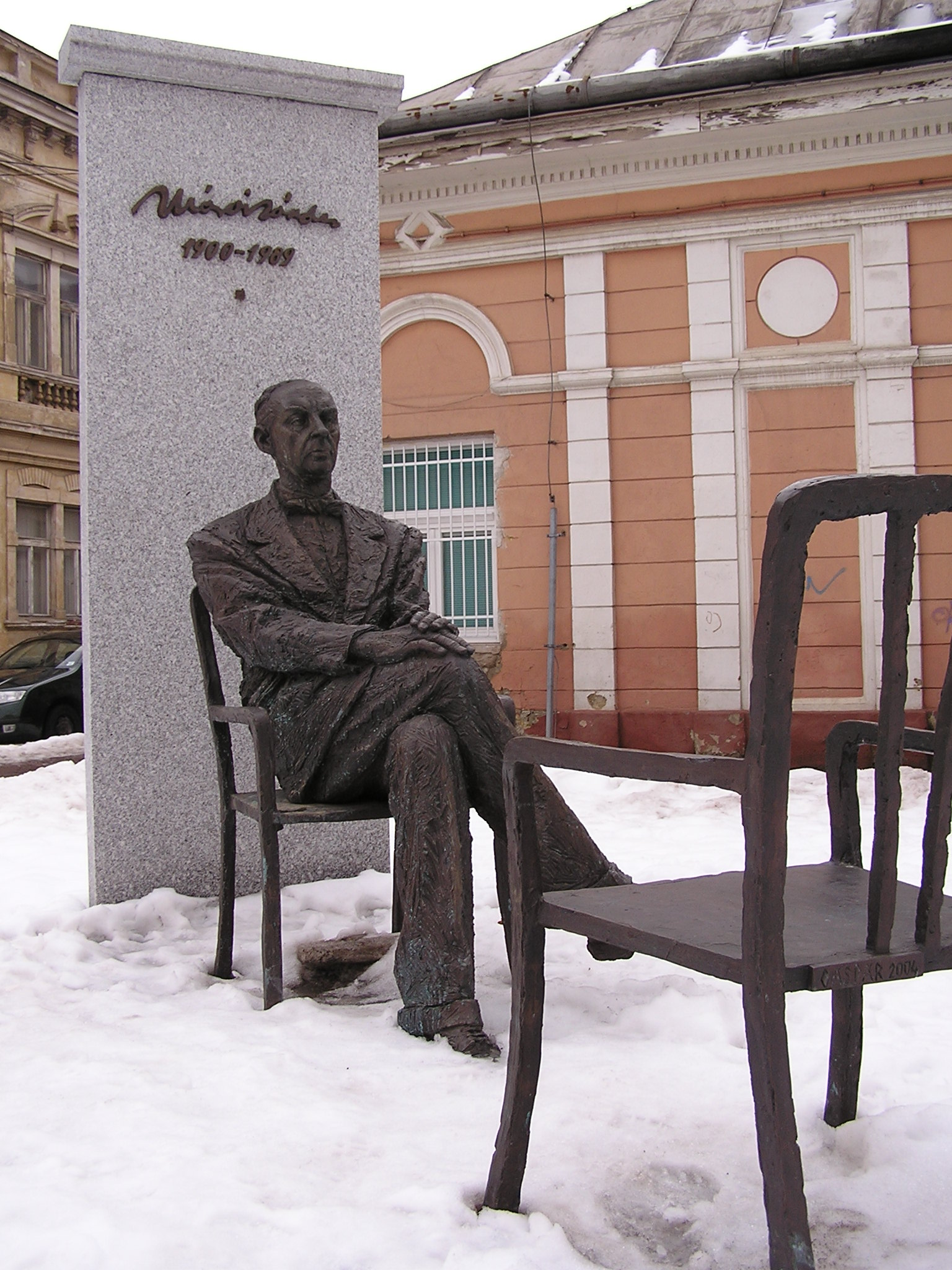
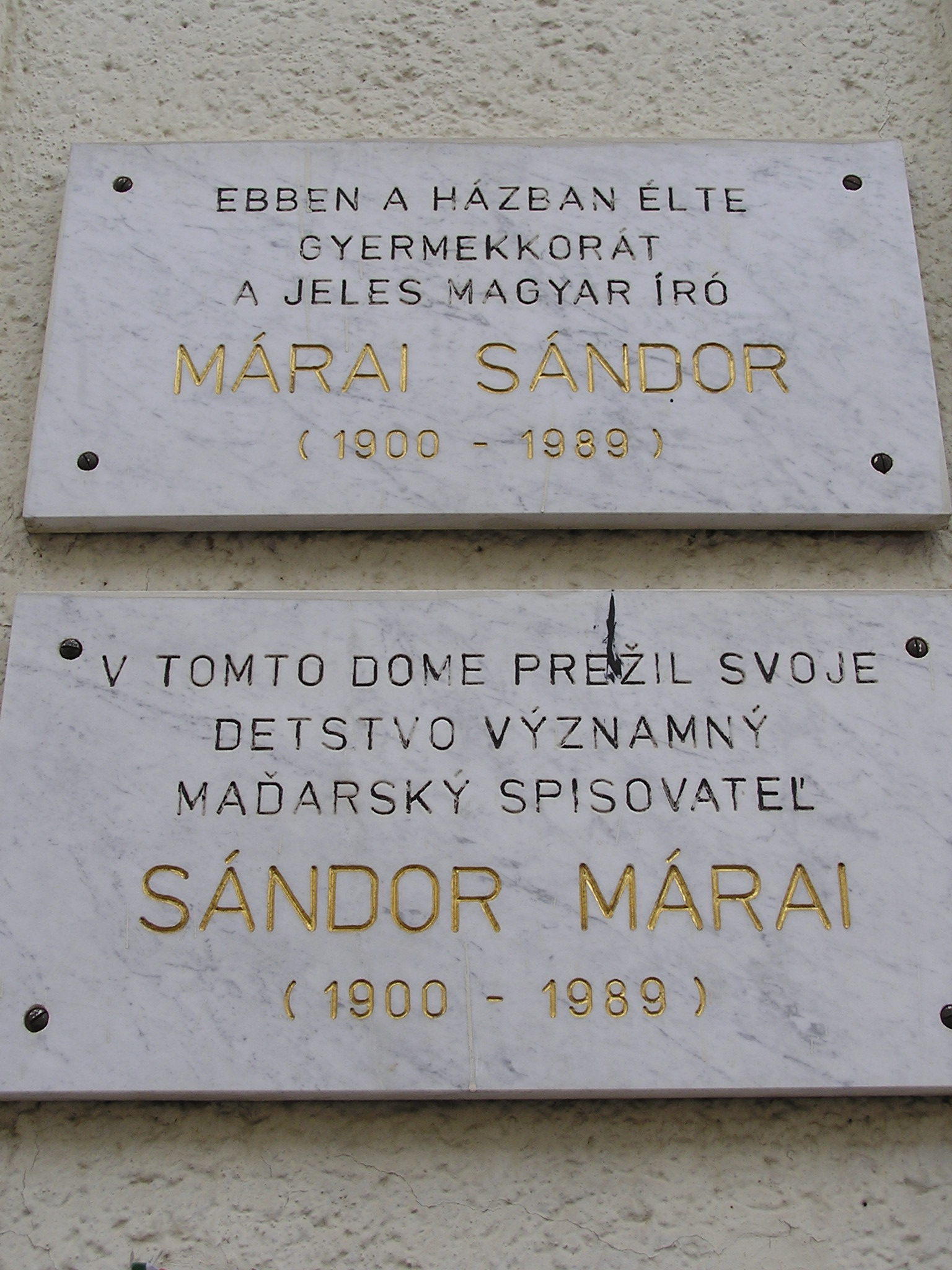

## التعليم
تعلم في جامعة لايبتزغ

## جوائز
حصل على جوائز منها:
- Kossuth Prize.

## روابط خارجية
- شاندور ماراي على موقع IMDb (الإنجليزية)
- شاندور ماراي على موقع مونزينجر (الألمانية)
- شاندور ماراي على موقع ألو سيني (الفرنسية)
- شاندور ماراي على موقع ديسكوغز (الإنجليزية)
- شاندور ماراي على موقع كينوبويسك (الروسية)